# Мемково
Мемково (на гръцки: Μέδουσα, Медуса) е село в Гърция, Западна Тракия, дем Мустафчово.

## История
В 19 век Мемково е село в Деридерска кааза на Одринския вилает на Османската империя. Според статистиката на Любомир Милетич към 1912 година в Мемково живеят помаци.
Населението му е в тесни роднински връзки с населението на Деридере, днес Златоград. Местното население и до днес е запазило родния си български говор, който спада по най-характерните си особености към златоградския ъ-говор по застъпниците на старобългарските задни носов и еров вокал (път, къшта, ръка, дъш, ръш и др. В селото са запазени стари къщи, чиято архитектура съвпада с тая на старите сгради в гр. Ксанти и в Златоград. Исторически данни за селото в по-стари османски документи от ХVІІ и ХVІІІ век не се откриват, за разлика от Деридере (дн. Златоград) и Узундере (дн. Неделино). Данни за селото не се откриват и в изследването на Патриарх Кирил „Българомохамедански села в Южни Родопи“, С., 1960, тъй като той не посещава района през 40-те години. Тогава при присъединяване на Западна Тракия към територията на царство България селата от бившата деридерска каза, изкуствено откъснати през 20-те години на ХХ век от нея, отново са присъединени към близкия си административен център.
В 2001 година има 311 жители. Жителите на селото са помаци.